# Narde

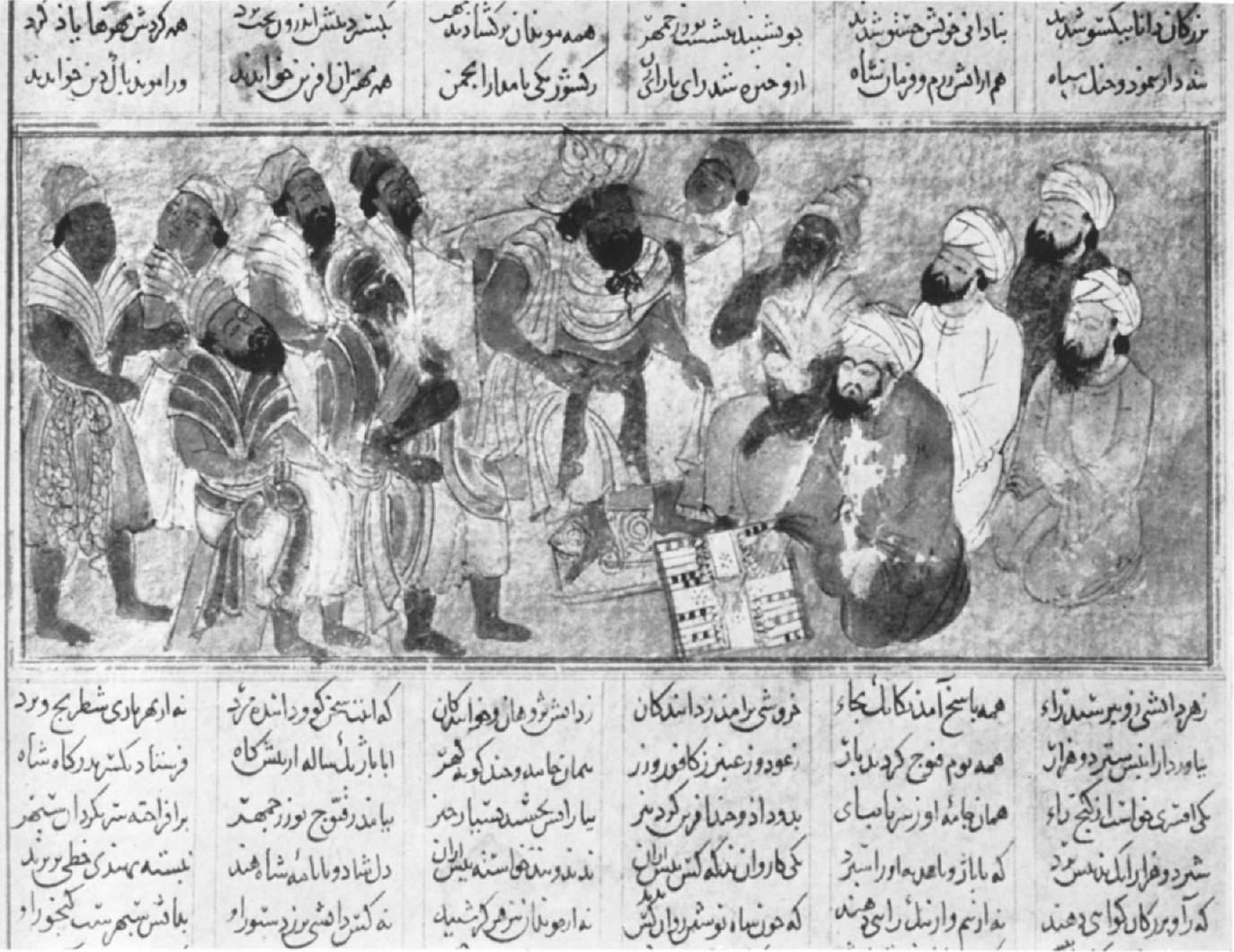
Burzemir demonstrando o jogo de narde para os rajás indianos

Narde (em persa: نرد) é um jogo de tabuleiro para dois jogadores cujas peças são movidas de acordo com o resultado de um par de dados. É similar ao gamão, usando o mesmo tabuleiro, porém com regras e posições iniciais diferentes.

## História
O jogo tem sido historicamente popular na Pérsia, nos países muçulmanos e entre judeus babilônicos. O nome nardshir vem do persa nard (pedaço de madeira) e shir (leão) em referência aos dois tipos de peças usadas no jogo. Uma lenda associa o jogo ao fundador da dinastia sassânida, Artaxes I. Acredita-se que a mais antiga referência ao jogo seja uma passagem do Talmude, apesar de uns afirmarem que ela se refira ao jogo grego Cubeia.
Uma das primeiras referências ao jogo é encontrada no romance em persa médio Épica dos Reis atribuindo a invenção do jogo a Burzemir. Pelo século XVII, foi jogado na Reino de Cártlia e, no XIX, pelos calmucos. Durante a maior parte do século XX, tanto a Geórgia quanto os calmucos foram parte da URSS, e agora é jogado na Rússia e outras ex-repúblicas soviéticas, onde é chamado de nardy (нарды).